# 곰돌이 푸 - 루의 새 봄 대축제
곰돌이 푸 - 루의 새 봄 대축제(Winnie The Pooh: Springtime With Roo)는 미국에서 제작된 엘리어트 M. 보어 감독의 2004년 가족, 애니메이션 영화이다. 지미 베넷 등이 주연으로 출연하였고 존 A. 스미스 등이 제작에 참여하였다.

## 출연

### 주연
- 지미 베넷
- 피터 쿨렌
- 짐 커밍스
- 존 피들러
- 켄 샌섬
- 캐스 소시
- 데이빗 오그던 스타이어스